# Čin (časopis)
Čin (s podtitulem „týdeník pro veřejné a kulturní otázky“) byl časopis, který vycházel v letech 1929–1939. Jeho vydavatelem bylo Tiskové a nakladatelské družstvo Československých legionářů v Praze II, Dittrichova 13. Tiskl Pokrok v Praze II, Revoluční VI.

## Historie
První číslo vyšlo v říjnu 1929 a poslední v roce 1939. Do roka vycházelo dvacet čísel. Vedoucí redaktorkou tohoto týdeníku byla Marie Majerová. Redakční kruh se skládal z Marie Majerové, Františka Fajfra, Josefa Kopty a Bohuslava Koutníka. Od roku 1937 týdeník řídil Bohuslav Přikryl. Do Činu přispívala velká část předválečné československé umělecké obce. Z básníků to byli např. František Halas, František Hrubín, Jindřich Hořejší. O výtvarném umění a výstavách psal Jindřich Chalupecký. Knižním referátem se zabýval Břetislav Koutník (šifra Ktk). Jednotlivými články přispívali Ivan Olbracht, Josef Kopta, Josef Čapek, Jan Beneš, Pavel Eisner. O divadelní tvorbě psal Jiří Frejka, divadelní reference psala Marie Majerová (šifra M. M). Od ročníku IV. divadelní rubriku vedl Jiří Trager (šifra tge). Značný důraz byl kladen i na oblast filmové tvorby, týdeník měl v letech 1932–1933 a 1933–1934 své filmové referenty: Vladimíra Kolátora a později Josefa Trojana.

## Zajímavost
Pod pseudonymem Václav Pilecký zde publikoval své příspěvky Julius Fučík. Jednalo se o článek „Milujeme svůj národ“ (Čin 1938, č. 19), další článek nazvaný „Jak se kdy v Čechách psalo“ je z ledna 1939.